# Marsilio Cagnati
Marsilio Cagnati (Verona, 1543 – Roma, luglio 1612) è stato un filosofo e medico italiano.

## Biografia
Terminato il percorso formativo umanistico a Verona, studiò Medicina a Padova, sotto la guida di Giacomo Zabarella e Bernardino Paterno.
Esercitò la professione di medico nella città natale, e dopo alcuni anni si trasferì a Roma, dove frequentò la scuola di Alessandro Petronio, medico personale del pontefice, diventando prima suo assistente e poi successore presso l'ospedale romano di S. Spirito in Sassia.
Entrato nel collegio medico di Roma, nel 1587, l'anno successivo fu chiamato alla cattedra di medicina teorica e nel 1603 subentrò ad Andrea Cisalpino nell'insegnamento della medicina pratica.
Per la stima di cui godette, ebbe in cura diverse personalità dell'alta società romana; fra gli altri, fu medico del cardinale Anton Maria Salviati.
Fra le opere di Marsilio Cagnati, le Variarum observationum libri duo, pubblicate a Roma nel 1581, che più volte rivide e rimaneggiò nel corso degli anni e l'Almanac overo Efemeridi de pianeti dal 1588 al 1606, dedicato a Papa Sisto V.

## Opere
- Variarum lectionum libri II, cum disputatione de ordine in cibis servando, Roma, 1581
- Almanac overo Efemeridi de pianeti, Roma, Giorgio Ferrari, 1588.
- De sanitate tuenda, libri II; primus de continentia, alter de arte gymnastica, Roma, 1591
- In Hippocratis aphorismorum secundæ sectionis XIV, commentarius, Roma, 1591
- De Tiberis inundatione, Roma, 1599
- De ligno sancto disputationes binæ, Roma, 1602